# Водонапорная башня (Глюкштадт)
Водонапорная башня Глюкштадта (нем. Wasserturm Glückstadt) — архитектурное сооружение в стиле историзма, построенное в 1891 году по проекту архитектора В. Коммеля в городе Глюкштадт. Находится на улице Бонштрассе в центре города. Памятник культуры.

## Сооружение

Резервуар «Чердачный»

Водонапорная башня представляет собой круглое кирпичное здание, построенное в стиле историзма. В своём первозданном виде оно напоминало средневековый замок. Сохранился вал с контрфорсами и стрельчатый аркадный ряд под уровнем, где размещался резервуар для воды. Также сохранилась стройная лестничная башня, которая остроконечной конической крышей возвышается над остальной частью здания. Однако всей верхней части главной башни с резервуаром для воды больше нет. Первоначально верхний уровень здания имел зубчатый венок и был вдвое выше выступающей части, в которой в настоящее время открыт ресторан. Высота водонапорной башни Глюкштадта составляет 26,45 метра; полезная высота при эксплуатации составляла 16 метров. Резервуар водонапорной башни объёмом в 400 кубических метров относился к типу «Чердачный».

## История эксплуатации
До второй половины XIX века Глюкштадт получал питьевую воду в основном из рва, соединенного с Эльбой. Состоятельные домохозяйства очищали воду с помощью небольших фильтров, только у немногих был собственный колодец. В 1890—1891 годах город заработал на продаже акций местной железной дороги и вложил эти средства в создание централизованного водоснабжения.
В 1891 году был построен водопровод на Эльбе, в который входили четыре фильтровальных бассейна, машинный зал и водонапорная башня. Проект башни был предложен архитектором Альтоны В. Кюммелем, строительством здания занимался архитектор Глюкштадта Йос Шудер. Машинное отделение и фильтровальный резервуар располагались там, где сегодня находится Фортунабад. Давление создавалось паровым насосом в машинном отделении, который ежечасно перекачивал по 50 кубических метров воды в резервуар. В 1920-е годы на смену паровому насосу пришли электронасосы.
Фильтрация речной воды из Эльбы и её преобразование в питьевую была начата в 1936 году. С этой целью город приобрел участок земли площадью 16 гектаров в коммуне Кремпермур, в 12 километрах от города. Здесь были построены подземные сооружения. В Кремперморе вода собирается и перекачивается через колодцы глубиной от 40 до 60 метров. Вода поступает в Глюкштадт по водопроводу.
В 1965 году водонапорную башню вывели из-под эксплуатации. В 1968 году здание было продано частному лицу. Во время ремонта сооружения обрушился потолок и образовалась дыра во внешней стене. Трещины, обнаруженные в покрытии контейнера, стали причиной сноса большей части верхнего уровня башни. Её преобразование в ресторан оказалось успешным; в настоящее время ресторан находится в помещении над шахтой. Он ниже прежнего верха башни и выступает дальше. К концу 1970-х годов в водонапорной башне Глюштадта действовала дискотека для жителей города и военно-морских пехотинцев с местной базы.